# Grèce aux Jeux olympiques de 1912
L'équipe olympique grecque participe aux Jeux olympiques d'été de 1912 à Stockholm. Elle y remporte deux médailles : une en or et une en bronze, se situant au quinzième rang au tableau des médailles. L'athlète Konstantinos Tsiklitiras est le porte-drapeau d'une délégation grecque comptant 22 sportifs.

## Bilan général
| Place | Sport      | Médaille d'or, Jeux olympiques | Médaille d'argent, Jeux olympiques | Médaille de bronze, Jeux olympiques | Total |
| 1     | Athlétisme | 1                              | 0                                  | 1                                   | 2     |
| Total | Total      | 1                              | 0                                  | 1                                   | 2     |

## Médailles

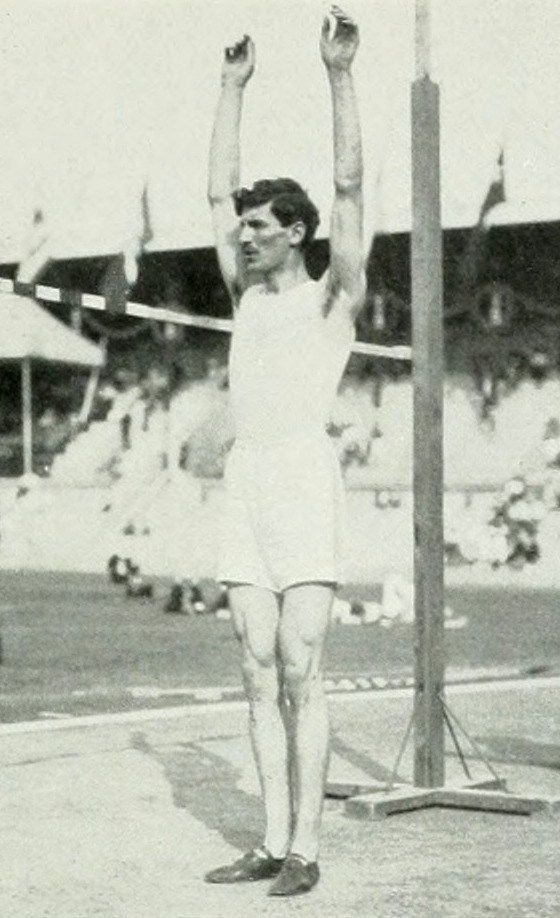
Konstantinos Tsiklitiras, doublement médaillé en saut en hauteur et saut en longueur.

### Médaille d'or
| Sport             | Discipline                 | Sportifs                 | Performance |
| Médaille d'or : 1 |                            |                          |             |
| Athlétisme        | Saut en longueur sans élan | Konstantinos Tsiklitiras | 3,37 m      |

### Médaille de bronze
| Sport                  | Discipline                | Sportifs                 | Performance |
| Médaille de bronze : 1 |                           |                          |             |
| Athlétisme             | Saut en hauteur sans élan | Konstantinos Tsiklitiras | 1,55 m      |

## Résultats

### Athlétisme
Courses
| Athlète                   | Épreuve  | Séries      | Séries      | Demi-finales | Demi-finales | Finale    | Finale  |
| Athlète                   | Épreuve  | Temps       | Rang        | Temps        | Rang         | Temps     | Rang    |
| ------------------------- | -------- | ----------- | ----------- | ------------ | ------------ | --------- | ------- |
| Dimitrios Triantafyllakos | 100 m    | Inconnu     | 5e          | Éliminé      | Éliminé      | Éliminé   | Éliminé |
| Iraklis Sakellaropoulos   | Marathon | Non courues | Non courues | Non courues  | Non courues  | 3:11:37.0 | 26e     |

Concours
| Athlète                  | Épreuve                    | Qualification | Qualification | Finale      | Finale                              |
| Athlète                  | Épreuve                    | Performance   | Rang          | Performance | Rang                                |
| ------------------------ | -------------------------- | ------------- | ------------- | ----------- | ----------------------------------- |
| Georgios Banikas         | Saut à la perche           | 3,20 m        | 18e           | Éliminé     | Éliminé                             |
| Michális Dórizas         | Lancer du poids            | 12,05 m       | 11e           | Éliminé     | Éliminé                             |
| Michális Dórizas         | Lancer du disque           | 39,28 m       | 13e           | Éliminé     | Éliminé                             |
| Konstantinos Tsiklitiras | Saut en hauteur sans élan  | 3,37 m        | 1re Q         | 3,37 m      | Médaille d'or, Jeux olympiques      |
| Konstantinos Tsiklitiras | Saut en longueur sans élan | 1,50 m        | 1re Q         | 1,55 m      | Médaille de bronze, Jeux olympiques |

### Escrime
| Athlète                                                                                         | Épreuve              | Premier Tour | Premier Tour | Quarts de finale | Quarts de finale | Demi-finales | Demi-finales | Finale   | Finale  |
| Athlète                                                                                         | Épreuve              | Résultat     | Rang         | Résultat         | Rang             | Résultat     | Rang         | Résultat | Rang    |
| ----------------------------------------------------------------------------------------------- | -------------------- | ------------ | ------------ | ---------------- | ---------------- | ------------ | ------------ | -------- | ------- |
| Konstantinos Kotzias                                                                            | Épée individuelle    | 1 défaite    | 1er Q        | 3 défaites       | 4e               | Éliminé      | Éliminé      | Éliminé  | Éliminé |
| Petros Manos                                                                                    | Épée individuelle    | 1 défaite    | 1er Q        | 2 défaites       | 2e Q             | 3 défaites   | 3e           | Éliminé  | Éliminé |
| Sotirios Notaris                                                                                | Fleuret individuelle | 2 défaites   | 3e Q         | 3 défaites       | 4e               | Éliminé      | Éliminé      | Éliminé  | Éliminé |
| Sotirios Notaris                                                                                | Épée individuelle    | 2 défaites   | 3e Q         | 2 défaites       | 4e               | Éliminé      | Éliminé      | Éliminé  | Éliminé |
| Georgios Petropoulos                                                                            | Épée individuelle    | 1 défaite    | 1er Q        | 2 défaites       | 3e Q             | 2 défaites   | 3e           | Éliminé  | Éliminé |
| Trifon Triantafyllakos                                                                          | Épée individuelle    | 2 défaites   | 2e Q         | 3 défaites       | 4e               | Éliminé      | Éliminé      | Éliminé  | Éliminé |
| Georgios Versis                                                                                 | Épée individuelle    | 3 défaites   | 3e Q         | 3 défaites       | 4e               | Éliminé      | Éliminé      | Éliminé  | Éliminé |
| Konstantinos Kotzias Petros Manos Georgios Petropoulos Trifonos Triantafyllakos Georgios Versis | Épée par équipe      | N/A          | N/A          | 1–1              | 2e Q             | 1–2          | 3e           | Éliminé  | Éliminé |

### Lutte
| Lutteur                 | Catégorie    | Premier tour        | Deuxième tour       | Troisième tour      | Quatrième tour      | Cinquième tour      | Sixième tour        | Septième tour       | Finale                      | Finale                      | Finale                      | Finale |
| Lutteur                 | Catégorie    | Adversaire Résultat | Adversaire Résultat | Adversaire Résultat | Adversaire Résultat | Adversaire Résultat | Adversaire Résultat | Adversaire Résultat | Match A Adversaire Résultat | Match B Adversaire Résultat | Match C Adversaire Résultat | Rang   |
| ----------------------- | ------------ | ------------------- | ------------------- | ------------------- | ------------------- | ------------------- | ------------------- | ------------------- | --------------------------- | --------------------------- | --------------------------- | ------ |
| Anastasios Antonopoulos | Poids moyens | Fältström (SWE) D   | Gargano (ITA) D     | Éliminé             | Éliminé             | Éliminé             | Éliminé             | Éliminé             | Éliminé                     | Éliminé                     | Éliminé                     | 26     |

### Natation
| Athlète               | Épreuve          | Séries       | Séries | Quarts de finale | Quarts de finale | Demi-finales | Demi-finales | Finale  | Finale  |
| Athlète               | Épreuve          | Temps        | Rang   | Temps            | Rang             | Temps        | Rang         | Temps   | Rang    |
| --------------------- | ---------------- | ------------ | ------ | ---------------- | ---------------- | ------------ | ------------ | ------- | ------- |
| Andréas Asimakópoulos | 100 m nage libre | 1 min 15 s 4 | 3e     | Éliminé          | Éliminé          | Éliminé      | Éliminé      | Éliminé | Éliminé |

### Tir
| Athlète | Épreuve                                        | Finale   | Finale |
| Athlète | Épreuve                                        | Résultat | Rang   |
| --- | ---------------------------------------------- | -------- | ------ |
| Nikolaos Levidis | Carabine à 50 m                                | 181      | 25º    |
| Nikolaos Levidis | Carabine libre à 600 m                         | 73       | 52º    |
| Nikolaos Levidis | Carabine d'ordonnance à 300 m, trois positions | 95       | 4º     |
| Nikolaos Levidis | Petite carabine à 25 m                         | 192      | 30º    |
| Nikolaos Levidis | Tir au cerf courant coup simple à 100 m        | 31       | 15º    |
| Nikolaos Levidis | Pistolet tir rapide à 25 m                     | 231      | 34º    |
| Frangiskos Mavrommatis                                                                                                | Carabine à 50 m                                | 172      | 34º    |
| Frangiskos Mavrommatis                                                                                                | Carabine libre à 600 m                         | 82       | 22º    |
| Frangiskos Mavrommatis                                                                                                | Carabine d'ordonnance à 300 m, trois positions | 87       | 17º    |
| Frangiskos Mavrommatis                                                                                                | Petite carabine à 25 m                         | 204      | 18º    |
| Frangiskos Mavrommatis                                                                                                | Pistolet tir rapide à 25 m                     | 263      | 23º    |
| Frangiskos Mavrommatis                                                                                                | Pistolet à 50 m                                | 258      | 29º    |
| Anastasios Metaxas | Pistolet tir rapide à 25 m                     | 232      | 35º    |
| Anastasios Metaxas | Fosse olympique                                | 88       | 4º     |
| Spyridon Mostras | Carabine d'ordonnance à 300 m, trois positions | 44       | 88º    |
| Konstantinos Skarlatos                                                                                                | Pistolet à 50 m                                | 420      | 30º    |
| Konstantinos Skarlatos                                                                                                | Pistolet tir rapide à 25 m                     | 261      | 27º    |
| Alexandros Theofilakis                                                                                                | Carabine libre à 600 m                         | 66       | 68º    |
| Alexandros Theofilakis                                                                                                | Carabine d'ordonnance à 300 m, trois positions | 69       | 67º    |
| Alexandros Theofilakis                                                                                                | Pistolet à 50 m                                | 369      | 47º    |
| Alexandros Theofilakis                                                                                                | Pistolet tir rapide à 25 m                     | 242      | 33º    |
| Ioannis Theofilakis                                                                                                   | Carabine à 50 m                                | 173      | 32º    |
| Ioannis Theofilakis                                                                                                   | Carabine libre à 600 m                         | 79       | 34º    |
| Ioannis Theofilakis                                                                                                   | Carabine d'ordonnance à 300 m, trois positions | 63       | 75º    |
| Ioannis Theofilakis                                                                                                   | Petite carabine à 25 m                         | 214      | 21º    |
| Ioannis Theofilakis                                                                                                   | Tir au cerf courant coup simple à 100 m        | 24       | 29º    |
| Ioannis Theofilakis                                                                                                   | Pistolet à 50 m                                | 441      | 18º    |
| Ioannis Theofilakis                                                                                                   | Pistolet tir rapide à 25 m                     | 263      | 23º    |
| Iakovos Theofilas | Carabine à 50 m                                | 167      | 37º    |
| Iakovos Theofilas | Carabine libre à 600 m                         | 13       | 85º    |
| Iakovos Theofilas | Carabine d'ordonnance à 300 m, trois positions | 66       | 72º    |
| Iakovos Theofilas | Petite carabine à 25 m                         | 116      | 36º    |
| Nikolaos Levidis Frangiskos Mavrommatis Ioannis Theofilakis Iakovos Theofilas                                         | Petite carabine à 25 m par équipes             | 716      | 4º     |
| Nikolaos Levidis Frangiskos Mavrommatis Ioannis Theofilakis Iakovos Theofilas                                         | Petite carabine à 50 m par équipes             | 708      | 5º     |
| Frangiskos Mavrommatis Georgios Petropoulos Konstantinos Skarlatos Ioannis Theofilakis                                | Pistolet à 30 m par équipes                    | 1057     | 5º     |
| Frangiskos Mavrommatis Konstantinos Skarlatos Alexandros Theofilakis Ioannis Theofilakis                              | Pistolet à 50 m par équipes                    | 1731     | 5º     |
| Nikolaos Levidis Frangiskos Mavrommatis Spyridon Mostras Alexandros Theofilakis Ioannis Theofilakis Iakovos Theofilas | Carabine par équipes                           | 1445     | 7º     |